# Dosżan Kartikow
Dosżan Nurbatyrowicz Kartikow (ur. 24 maja 1989) – kazachski zapaśnik walczący w stylu klasycznym. Olimpijczyk z Rio de Janeiro 2016, gdzie zajął dziesiąte miejsce w kategorii 75 kg.
Brązowy medalista mistrzostw świata w 2015 i igrzysk azjatyckich w 2014. Triumfator mistrzostw Azji w 2016. Trzeci w Pucharze Świata w 2012; czwarty w 2013 i 2016, a siódmy w 2011. Wicemistrz świata juniorów z 2009 roku.